# Världscupen i backhoppning 2005/2006
Världscupen i backhoppning 2005/2006 började i Kuusamo i Finland den 26 november 2005 och avslutades i Planica i Slovenien den 19 mars 2006. Jakub Janda, Tjeckien vann den individuella världscupen.

## Individuella världscupen
- Hopparen listad i gult ledare av världscupen då deltävlingen hölls, och hade på sig gul ledartröja.
- Hopparen listad i blått ledare av Nordic Tournament då deltävlingen hölls, och hade på sig blå ledartröja.
- Hopparen listad i rosa ledare av tysk-österrikiska backhopparveckan då deltävlingen hölls. Denna deltävling hade ingen ledartröja.

### Kuusamo
Noterbart:
- Båda tävlingar hölls den 26 november, på grund av dåliga väderförhållanden den 25 november. Den första tävlingen hade bara en omgång.
- Janne Ahonen hade på sig gul ledartröja, som regerande världscupmästare.

 K-120 Kuusamo, Finland

26 november 2005

| Placering | Namn            | Land      | Första hoppet (meter) | Andra hoppet (meter) | Poäng |
| --------- | --------------- | --------- | --------------------- | -------------------- | ----- |
| 1         | Jakub Janda     | Tjeckien  | 140.5                 | -                    | 155.4 |
| 2         | Janne Ahonen    | Finland   | 138.5                 | -                    | 149.8 |
| 3         | Robert Kranjec  | Slovenien | 137.5                 | -                    | 148.5 |
| 4         | Michael Uhrmann | Tyskland  | 137.5                 | -                    | 147.0 |
| 5         | Daniel Forfang  | Norge     | 137.5                 | -                    | 145.5 |

 K-120 Kuusamo, Finland

26 november 2005

| Placering | Namn            | Land      | Första hoppet (meter) | Andra hoppet (meter) | Poäng |
| --------- | --------------- | --------- | --------------------- | -------------------- | ----- |
| 1         | Robert Kranjec  | Slovenien | 144.5                 | 135.0                | 305.6 |
| 2         | Janne Ahonen    | Finland   | 140.5                 | 136.0                | 294.3 |
| 3         | Michael Uhrmann | Tyskland  | 136.5                 | 137.0                | 148.5 |
| 4         | Andreas Küttel  | Schweiz   | 136.5                 | 137.5                | 294.2 |
| 5         | Adam Małysz     | Polen     | 137.0                 | 135.5                | 288.5 |
|           |                 |           |                       |                      |       |
| 7         | Jakub Janda     | Tjeckien  | 131.0                 | 138.0                | 283.7 |

### Trondheim
Noterbart:
- Tävlingen flyttades till Lysgårdsbakkene, Lillehammer på grund av för varmt väder, och snöbrist, i Trondheim.

 K-120 Lillehammer, Norge

3 december 2005

| Placering | Namn            | Land      | Första hoppet (meter) | Andra hoppet (meter) | Poäng |
| --------- | --------------- | --------- | --------------------- | -------------------- | ----- |
| 1         | Andreas Küttel  | Schweiz   | 135.0                 | 139.0                | 296.2 |
| 2         | Jakub Janda     | Tjeckien  | 137.0                 | 137.5                | 296.1 |
| 3         | Lars Bystøl     | Norge     | 137.5                 | 134.0                | 291.7 |
| 4         | Michael Uhrmann | Tyskland  | 135.5                 | 136.0                | 287.2 |
| 5         | Janne Ahonen    | Finland   | 136.5                 | 134.0                | 285.4 |
|           |                 |           |                       |                      |       |
| 7         | Robert Kranjec  | Slovenien | 134.5                 | 132.5                | 282.1 |

 K-120 Lillehammer, Norge

4 december 2005

| Placering | Namn             | Land      | Första hoppet (meter) | Andra hoppet (meter) | Poäng |
| --------- | ---------------- | --------- | --------------------- | -------------------- | ----- |
| 1         | Jakub Janda      | Tjeckien  | 135.5                 | 131.5                | 285.6 |
| 2         | Lars Bystøl      | Norge     | 130.5                 | 129.0                | 269.1 |
| 3         | Andreas Küttel   | Schweiz   | 129.5                 | 129.5                | 267.2 |
| 4         | Andreas Widhölzl | Österrike | 129.0                 | 128.5                | 263.0 |
| 5         | Adam Małysz      | Polen     | 130.0                 | 127.0                | 260.6 |

### Harrachov
K-120 Harrachov, Tjeckien

10 december 2005
| Placering | Namn             | Land      | Första hoppet (meter) | Andra hoppet (meter) | Poäng |
| --------- | ---------------- | --------- | --------------------- | -------------------- | ----- |
| 1         | Andreas Küttel   | Schweiz   | 136.5                 | 143.5                | 289.5 |
| 2         | Michael Uhrmann  | Tyskland  | 138.0                 | 137.5                | 274.9 |
| 3         | Janne Ahonen     | Finland   | 129.0                 | 140.0                | 264.2 |
| 4         | Andreas Widhölzl | Österrike | 131.5                 | 136.5                | 263.4 |
| 5         | Roar Ljøkelsøy   | Norge     | 132.0                 | 136.0                | 262.9 |
|           |                  |           |                       |                      |       |
| 7         | Jakub Janda      | Tjeckien  | 134.5                 | 130.0                | 256.1 |

 K-120 Harrachov, Tjeckien

11 december 2005
| Placering | Namn             | Land     | Första hoppet (meter) | Andra hoppet (meter) | Poäng |
| --------- | ---------------- | -------- | --------------------- | -------------------- | ----- |
| 1         | Jakub Janda      | Tjeckien | 138.5                 | 139.0                | 281.7 |
| 2         | Janne Ahonen     | Finland  | 137.5                 | 137.5                | 274.9 |
| 3         | Andreas Küttel   | Schweiz  | 132.0                 | 137.5                | 268.6 |
| 4         | Roar Ljøkelsøy   | Norge    | 133.5                 | 135.5                | 266.2 |
| 5         | Sigurd Pettersen | Norge    | 139.0                 | 130.0                | 264.2 |

### Engelberg
Noterbart:
- Den första tävlingen avbröts.

 K-120 Engelberg, Schweiz

18 december 2005
| Placering | Namn            | Land      | Första hoppet (meter) | Andra hoppet (meter) | Poäng |
| --------- | --------------- | --------- | --------------------- | -------------------- | ----- |
| 1         | Jakub Janda     | Tjeckien  | 129.0                 | 130.0                | 252.2 |
| 2         | Michael Uhrmann | Tyskland  | 128.5                 | 128.5                | 246.1 |
| 3         | Andreas Kofler  | Österrike | 128.0                 | 126.5                | 242.6 |
| 4         | Janne Ahonen    | Finland   | 128.0                 | 127.0                | 238.0 |
| 5         | Andreas Küttel  | Schweiz   | 127.0                 | 124.0                | 236.3 |

### Tysk-österrikiska backhopparveckan

#### Oberstdorf
K-115 Oberstdorf, Tyskland

29 december 2005
| Placering | Namn            | Land     | Första hoppet (meter) | Andra hoppet (meter) | Poäng | Totalpoäng i tysk-österrikiska backhopparveckan |
| --------- | --------------- | -------- | --------------------- | -------------------- | ----- | ----------------------------------------------- |
| 1         | Janne Ahonen    | Finland  | 130.5                 | 130.0                | 270.9 | 270.9                                           |
| 2         | Roar Ljøkelsøy  | Norge    | 128.5                 | 132.0                | 268.4 | 268.4                                           |
| 3         | Jakub Janda     | Tjeckien | 123.5                 | 133.5                | 262.6 | 262.6                                           |
| 4         | Takanobu Okabe  | Japan    | 128.0                 | 130.5                | 260.8 | 260.8                                           |
| 5         | Matti Hautamäki | Finland  | 129.5                 | 125.5                | 258.0 | 258.0                                           |

#### Garmisch-Partenkirchen
K-115 Garmisch-Partenkirchen, Tyskland

1 januari 2006
| Placering | Namn            | Land     | Första hoppet (meter) | Andra hoppet (meter) | Poäng | Totalpoäng i tysk-österrikiska backhopparveckan |
| --------- | --------------- | -------- | --------------------- | -------------------- | ----- | ----------------------------------------------- |
| 1         | Jakub Janda     | Tjeckien | 125.0                 | 121.5                | 264.7 | 527.3                                           |
| 2         | Janne Ahonen    | Finland  | 122.5                 | 124.0                | 262.2 | 533.1                                           |
| 3         | Matti Hautamäki | Finland  | 123.0                 | 120.5                | 260.3 | 518.3                                           |
| 4         | Andreas Küttel  | Schweiz  | 122.5                 | 121.0                | 259.8 | 496.5                                           |
| 5         | Roar Ljøkelsøy  | Norge    | 120.0                 | 118.5                | 249.8 | 518.2                                           |

#### Innsbruck
K-120 Innsbruck, Österrike

4 januari 2006
| Placering | Namn                | Land      | Första hoppet (meter) | Andra hoppet (meter) | Poäng | Totalpoäng i tysk-österrikiska backhopparveckan |
| --------- | ------------------- | --------- | --------------------- | -------------------- | ----- | ----------------------------------------------- |
| 1         | Lars Bystøl         | Norge     | 127.0                 | 129.5                | 264.7 | 695.9                                           |
| 2         | Jakub Janda         | Tjeckien  | 123.5                 | 133.0                | 263.2 | 790.5                                           |
| 3         | Bjørn Einar Romøren | Norge     | 126.0                 | 128.5                | 258.1 | 732.1                                           |
| 4         | Thomas Morgenstern  | Österrike | 122.5                 | 121.0                | 257.6 | 567.3                                           |
| 5         | Roar Ljøkelsøy      | Norge     | 128.0                 | 125.0                | 256.9 | 775.1                                           |
| 6         | Janne Ahonen        | Finland   | 124.0                 | 129.0                | 255.4 | 788.5                                           |

#### Bischofshofen
K-120 Bischofshofen, Österrike

6 januari 2006
| Placering | Namn                | Land     | Första hoppet (meter) | Andra hoppet (meter) | Poäng | Totalpoäng i tysk-österrikiska backhopparveckan |
| --------- | ------------------- | -------- | --------------------- | -------------------- | ----- | ----------------------------------------------- |
| 1         | Janne Ahonen        | Finland  | 141.5                 | 141.5                | 293.0 | 1081.5                                          |
| 2         | Jakub Janda         | Tjeckien | 141.0                 | 139.0                | 291.0 | 1081.5                                          |
| 3         | Roar Ljøkelsøy      | Norge    | 137.0                 | 138.0                | 282.0 | 1040.9                                          |
| 4         | Andreas Küttel      | Schweiz  | 137.0                 | 137.0                | 277.7 | 1029.4                                          |
| 5         | Bjørn Einar Romøren | Norge    | 134.0                 | 134.5                | 265.8 | 997.9                                           |

### Sapporo
Noterbart:
- Världscupledaren Jakub Janda deltog inte i Sapporo.

 K-120 Sapporo, Japan

21 januari 2006
| Placering | Namn                | Land    | Första hoppet (meter) | Andra hoppet (meter) | Poäng |
| --------- | ------------------- | ------- | --------------------- | -------------------- | ----- |
| 1         | Bjørn Einar Romøren | Norge   | 132.5                 | 128.0                | 269.9 |
| 2         | Roar Ljøkelsøy      | Norge   | 129.5                 | 126.5                | 262.3 |
| 3         | Takanobu Okabe      | Japan   | 133.0                 | 121.5                | 256.6 |
| 4         | Daiki Itō           | Japan   | 134.5                 | 117.5                | 252.6 |
| 5         | Risto Jussilainen   | Finland | 116.0                 | 121.0                | 221.6 |

 K-120 Sapporo, Japan

22 januari 2006
| Placering | Namn                | Land  | Första hoppet (meter) | Andra hoppet (meter) | Poäng |
| --------- | ------------------- | ----- | --------------------- | -------------------- | ----- |
| 1         | Roar Ljøkelsøy      | Norge | 140.0                 | 125.5                | 281.4 |
| 2         | Daiki Itō           | Japan | 137.5                 | 128.0                | 280.9 |
| 3         | Takanobu Okabe      | Japan | 117.5                 | 137.5                | 258.0 |
| 4         | Noriaki Kasai       | Japan | 124.5                 | 123.5                | 247.9 |
| 5         | Bjørn Einar Romøren | Norge | 122.5                 | 126.5                | 247.2 |

### Zakopane
K-120 Zakopane, Polen

28 januari 2006
| Placering | Namn            | Land      | Första hoppet (meter) | Andra hoppet (meter) | Poäng |
| --------- | --------------- | --------- | --------------------- | -------------------- | ----- |
| 1         | Matti Hautamäki | Finland   | 132.0                 | 131.5                | 274.3 |
| 2         | Tami Kiuru      | Finland   | 128.5                 | 130.5                | 264.7 |
| 3         | Janne Ahonen    | Finland   | 127.0                 | 130.5                | 264.0 |
| 4         | Adam Małysz     | Polen     | 127.0                 | 130.5                | 261.5 |
| 5         | Andreas Kofler  | Österrike | 126.5                 | 132.0                | 261.3 |
|           |                 |           |                       |                      |       |
| 11        | Jakub Janda     | Tjeckien  | 123.5                 | 128.5                | 252.6 |

 K-120 Zakopane, Polen

29 januari 2006
| Placering | Namn               | Land      | Första hoppet (meter) | Andra hoppet (meter) | Poäng |
| --------- | ------------------ | --------- | --------------------- | -------------------- | ----- |
| 1         | Matti Hautamäki    | Finland   | 133.0                 | 132.0                | 277.5 |
| 2         | Janne Ahonen       | Finland   | 132.0                 | 130.5                | 274.5 |
| 3         | Thomas Morgenstern | Österrike | 133.0                 | 127.5                | 268.9 |
| 4         | Jakub Janda        | Tjeckien  | 131.0                 | 128.0                | 266.7 |
| 5         | Roar Ljøkelsøy     | Norge     | 131.5                 | 128.0                | 265.6 |

### Willingen
K-120 Willingen, Tyskland

4 februari 2006
| Placering | Namn               | Land      | Första hoppet (meter) | Andra hoppet (meter) | Poäng |
| --------- | ------------------ | --------- | --------------------- | -------------------- | ----- |
| 1         | Andreas Kofler     | Österrike | 143.0                 | 138.5                | 273.7 |
| 2         | Thomas Morgenstern | Österrike | 135.5                 | 145.0                | 270.4 |
| 3         | Andreas Küttel     | Schweiz   | 135.5                 | 138.5                | 257.2 |
| 4         | Daiki Itō          | Japan     | 136.0                 | 135.0                | 252.3 |
| 5         | Sigurd Pettersen   | Norge     | 129.0                 | 142.5                | 249.7 |
|           |                    |           |                       |                      |       |
| 8         | Jakub Janda        | Tjeckien  | 125.0                 | 140.0                | 241.0 |

### Nordic Tournament

#### Lahtis
K-120 Lahtis, Finland

5 mars 2006
| Placering | Namn               | Land      | Första hoppet (meter) | Andra hoppet (meter) | Poäng | Totalpoäng i Nordic Tournament |
| --------- | ------------------ | --------- | --------------------- | -------------------- | ----- | ------------------------------ |
| 1         | Janne Happonen     | Finland   | 124.0                 | 129.0                | 270.3 | 270.3                          |
| 2         | Jakub Janda        | Tjeckien  | 128.0                 | 123.5                | 267.6 | 267.6                          |
| 3         | Michael Uhrmann    | Tyskland  | 120.5                 | 131.0                | 266.1 | 266.1                          |
| 4         | Andreas Küttel     | Schweiz   | 123.5                 | 127.0                | 264.3 | 264.3                          |
| 5         | Thomas Morgenstern | Österrike | 122.5                 | 124.0                | 256.6 | 256.6                          |

#### Kuopio
K-120 Kuopio, Finland

7 mars 2006
| Placering | Namn               | Land      | Första hoppet (meter) | Andra hoppet (meter) | Poäng | Totalpoäng i Nordic Tournament |
| --------- | ------------------ | --------- | --------------------- | -------------------- | ----- | ------------------------------ |
| 1         | Andreas Küttel     | Schweiz   | 132.0                 | 129.0                | 273.3 | 537.6                          |
| 2         | Thomas Morgenstern | Österrike | 131.0                 | 129.5                | 271.9 | 528.5                          |
| 3         | Adam Małysz        | Polen     | 129.5                 | 128.0                | 263.5 | 517.9                          |
| 4         | Dmitrij Vasiljev   | Ryssland  | 129.5                 | 127.5                | 262.1 | 477.2                          |
| 5         | Andreas Widhölzl   | Österrike | 129.0                 | 126.5                | 261.9 | 505.8                          |
|           |                    |           |                       |                      |       |                                |
| 8         | Jakub Janda        | Tjeckien  | 129.0                 | 126.0                | 261.0 | 528.6                          |
|           |                    |           |                       |                      |       |                                |
| 11        | Janne Happonen     | Finland   | 128.5                 | 126.0                | 259.6 | 529.9                          |

#### Lillehammer
K-120 Lillehammer, Norge

10 mars 2006
| Placering | Namn                | Land      | Första hoppet (meter) | Andra hoppet (meter) | Poäng | Totalpoäng i Nordic Tournament |
| --------- | ------------------- | --------- | --------------------- | -------------------- | ----- | ------------------------------ |
| 1         | Thomas Morgenstern  | Österrike | 138.0                 | 132.0                | 289.0 | 817.5                          |
| 2         | Bjørn Einar Romøren | Norge     | 134.0                 | 135.5                | 282.2 | 793.7                          |
| 3         | Andreas Kofler      | Österrike | 132.5                 | 132.5                | 279.5 | 793.3                          |
| 4         | Roar Ljøkelsøy      | Norge     | 134.0                 | 131.5                | 279.4 | 774.8                          |
| 5         | Jernej Damjan       | Slovenien | 134.0                 | 132.0                | 278.3 | 717.8                          |
| 6         | Andreas Küttel      | Schweiz   | 132.0                 | 131.5                | 276.3 | 813.9                          |
|           |                     |           |                       |                      |       |                                |
| 17        | Jakub Janda         | Tjeckien  | 129.0                 | 128.5                | 265.5 | 794.1                          |

#### Oslo
K-115 Oslo, Norge

12 mars 2006
| Placering | Namn               | Land      | Första hoppet (meter) | Andra hoppet (meter) | Poäng | Totalpoäng i Nordic Tournament |
| --------- | ------------------ | --------- | --------------------- | -------------------- | ----- | ------------------------------ |
| 1         | Adam Małysz        | Polen     | 130.5                 | 124.5                | 279.0 | 1068.7                         |
| 2         | Thomas Morgenstern | Österrike | 129.0                 | 124.0                | 276.9 | 1094.4                         |
| 3         | Andreas Kofler     | Österrike | 126                   | 126.5                | 275.5 | 1068.8                         |
| 4         | Andreas Widhölzl   | Österrike | 126.0                 | 128.0                | 275.2 | 1056.9                         |
| 5         | Jakub Janda        | Tjeckien  | 128.0                 | 122.5                | 273.4 | 1067.5                         |

### Planica
K-185 Planica, Slovenien

18 mars 2006
| Placering | Namn                | Land      | Första hoppet (meter) | Andra hoppet (meter) | Poäng |
| --------- | ------------------- | --------- | --------------------- | -------------------- | ----- |
| 1         | Bjørn Einar Romøren | Norge     | 224.0                 | 224.0                | 450.1 |
| 2         | Roar Ljøkelsøy      | Norge     | 215.5                 | 220.5                | 434.7 |
| 3         | Martin Koch         | Österrike | 219.5                 | 218.0                | 431.0 |
| 4         | Andreas Küttel      | Schweiz   | 212.5                 | 222.0                | 426.9 |
| 5         | Tommy Ingebrigtsen  | Norge     | 215.0                 | 217.0                | 425.4 |
|           |                     |           |                       |                      |       |
| 29        | Jakub Janda         | Tjeckien  | 194.0                 | 194.5                | 369.7 |

 K-185 Planica, Slovenien

19 mars 2006

 Noterbart:
- Världscupledaren Jakub Janda deltog inte.

| Placering | Namn                | Land      | Första hoppet (meter) | Andra hoppet (meter) | Poäng |
| --------- | ------------------- | --------- | --------------------- | -------------------- | ----- |
| 1         | Janne Happonen      | Finland   | 225.5                 | 226.5                | 452.9 |
| 2         | Martin Koch         | Österrike | 222.5                 | 222.5                | 443.0 |
| 3         | Robert Kranjec      | Slovenien | 220.0                 | 223.0                | 442.6 |
| 4         | Tommy Ingebrigtsen  | Norge     | 217.5                 | 225.5                | 441.1 |
| 5         | Bjørn Einar Romøren | Norge     | 219.9                 | 225.0                | 440.9 |

#### Totala världscupen - slutställning (40 bästa)
| Pos. | Namn                      | Poäng |
| ---- | ------------------------- | ----- |
| 1.   | Jakub Janda (CZE)         | 1151  |
| 2.   | Janne Ahonen (FIN)        | 1024  |
| 3.   | Andreas Küttel (SUI)      | 980   |
| 4.   | Roar Ljøkelsøy (NOR)      | 875   |
| 5.   | Thomas Morgenstern (AUT)  | 846   |
| 6.   | Bjørn Einar Romøren (NOR) | 757   |
| 7.   | Andreas Kofler (AUT)      | 699   |
| 8.   | Michael Uhrmann (GER)     | 681   |
| 9.   | Adam Małysz (POL)         | 634   |
| 10.  | Andreas Widhölzl (AUT)    | 594   |

| Pos. | Namn                  | Poäng |
| ---- | --------------------- | ----- |
| 11.  | Matti Hautamäki (FIN) | 563   |
| 12.  | Takanobu Okabe (JPN)  | 500   |
| 13.  | Lars Bystøl (NOR)     | 495   |
| 14.  | Janne Happonen (FIN)  | 484   |
| 15.  | Martin Koch (AUT)     | 383   |
| 16.  | Robert Kranjec (SLO)  | 327   |
| 17.  | Simon Ammann (SUI)    | 305   |
| 18.  | Georg Späth (GER)     | 282   |
| 19.  | Daiki Itō (JPN)       | 267   |
| 20.  | Tami Kiuru (FIN)      | 265   |

| Pos. | Namn                     | Poäng |
| ---- | ------------------------ | ----- |
| 21.  | Noriaki Kasai (GER)      | 249   |
| 22.  | Dmitrij Vasiljev (RUS)   | 237   |
| 23.  | Tommy Ingebrigtsen (NOR) | 208   |
| 24.  | Michael Neumayer (GER)   | 205   |
| 25.  | Jernej Damjan (SLO)      | 172   |
| 25.  | Rok Benkovič (SLO)       | 164   |
| 27.  | Anders Bardal (NOR)      | 161   |
| 28.  | Alexander Herr (GER)     | 158   |
| 29.  | Wolfgang Loitzl (AUT)    | 156   |
| 30.  | Risto Jussilainen (FIN)  | 155   |

| Pos. | Namn                      | Poäng |
| ---- | ------------------------- | ----- |
| 30.  | Joonas Ikonen (FIN)       | 155   |
| 32.  | Primož Peterka (SLO)      | 151   |
| 33.  | Henning Stensrud (NOR)    | 145   |
| 34.  | Jan Matura (CZE)          | 121   |
| 35.  | Sigurd Pettersen (NOR)    | 118   |
| 36.  | Harri Olli (FIN)          | 90    |
| 37.  | Daniel Forfang (NOR)      | 82    |
| 38.  | Sebastian Colloredo (ITA) | 81    |
| 39.  | Martin Schmitt (GER)      | 64    |
| 40.  | Martin Höllwarth (AUT)    | 59    |

#### Nationscupen - slutställning
| Pos. | Nation    | Poäng |
| ---- | --------- | ----- |
| 1.   | Österrike | 3611  |
| 2.   | Norge     | 3525  |
| 3.   | Finland   | 3456  |
| 4.   | Tyskland  | 1869  |
| 5.   | Schweiz   | 1675  |
| 6.   | Japan     | 1620  |
| 7.   | Tjeckien  | 1388  |
| 8.   | Slovenien | 915   |
| 9.   | Polen     | 786   |
| 10.  | Ryssland  | 386   |
| 11.  | Italien   | 92    |
| 12.  | Frankrike | 27    |
| 13.  | Kazakstan | 25    |
| 14.  | Estland   | 16    |
| 15.  | Kanada    | 10    |
| 15.  | Sydkorea  | 10    |
| 17.  | USA       | 5     |
| 18.  | Slovakien | 2     |

## Lagvärldscupen

### Willingen
K-120 Willingen, Tyskland

5 februari 2006
| Placering | Lag       | Hoppare             | Första hoppet (meter) | Andra hoppet (meter) | Poäng |
| --------- | --------- | ------------------- | --------------------- | -------------------- | ----- |
| 1         | Finland   | Tami Kiuru          | 129.5                 | 128                  | 973.4 |
| 1         | Finland   | Janne Happonen      | 120.5                 | 136.0                | 973.4 |
| 1         | Finland   | Matti Hautamäki     | 140.5                 | 130.5                | 973.4 |
| 1         | Finland   | Janne Ahonen        | 145.5                 | 140.0                | 973.4 |
| 2         | Österrike | Andreas Kofler      | 136.0                 | 130.0                | 953.5 |
| 2         | Österrike | Andreas Widhölzl    | 110.5                 | 137.0                | 953.5 |
| 2         | Österrike | Martin Koch         | 131.5                 | 126.0                | 953.5 |
| 2         | Österrike | Thomas Morgenstern  | 145.0                 | 144.0                | 953.5 |
| 3         | Norge     | Bjørn Einar Romøren | 130.5                 | 127.0                | 950.5 |
| 3         | Norge     | Lars Bystøl         | 126.0                 | 141.5                | 950.5 |
| 3         | Norge     | Sigurd Pettersen    | 119.5                 | 125.5                | 950.5 |
| 3         | Norge     | Roar Ljøkelsøy      | 148.5                 | 136.5                | 950.5 |

### Lahtis
K-120 Lahtis, Finland

4 mars 2006
| Placering | Lag       | Hoppare             | Första hoppet (meter) | Andra hoppet (meter) | Poäng  |
| --------- | --------- | ------------------- | --------------------- | -------------------- | ------ |
| 1         | Österrike | Andreas Widhölzl    | 132.0                 | 135.5                | 1046.7 |
| 1         | Österrike | Andreas Kofler      | 131.0                 | 115.5                | 1046.7 |
| 1         | Österrike | Martin Koch         | 116.0                 | 122.0                | 1046.7 |
| 1         | Österrike | Thomas Morgenstern  | 127.5                 | 127.5                | 1046.7 |
| 2         | Norge     | Bjørn Einar Romøren | 123.5                 | 124.5                | 1031.7 |
| 2         | Norge     | Tommy Ingebrigtsen  | 122.0                 | 119.0                | 1031.7 |
| 2         | Norge     | Lars Bystøl         | 122.0                 | 122.0                | 1031.7 |
| 2         | Norge     | Roar Ljøkelsøy      | 128.0                 | 128.5                | 1031.7 |
| 3         | Finland   | Janne Happonen      | 124.0                 | 126.0                | 994.7  |
| 3         | Finland   | Risto Jussilainen   | 126.5                 | 111.0                | 994.7  |
| 3         | Finland   | Janne Ahonen        | 120.5                 | 117.5                | 994.7  |
| 3         | Finland   | Matti Hautamäki     | 122.5                 | 121.5                | 994.7  |